# Cerkiew św. Mikołaja Cudotwórcy w Starym Pawłowie
Cerkiew św. Mikołaja Cudotwórcy w Pawłowie Starym – drewniana cerkiew neounicka, obecnie kościół w Starym Pawłowie.

## Historia
Cerkiew została wzniesiona w latach 1929–1930 staraniem ks. Kasprowicza dla wiernych neounickiej parafii Bubel-Pawłów. Od 1946 r. należy do parafii rzymskokatolickiej Trójcy Świętej w Janowie Podlaskim jako kaplica filialna i jest miejscem okolicznościowego sprawowania liturgii w rycie bizantyjsko-słowiańskim (synodalnym). 
Od 2006 r. co roku w pierwszą sobotę grudnia w pawłowskiej cerkwi odbywa się odpust św. Mikołaja Biskupa z Miry z uroczystą liturgią odpustową odprawianą przez duszpasterzy z parafii unickiej św. Nikity Męczennika w Kostomłotach.